# Mike Abene
Mike Abene (Brooklyn (New York), 2 juli 1942) is een Amerikaanse jazzpianist, -arrangeur, -componist, producent en muziekpedagoog.

## Biografie
Abene komt uit een muzikale familie. Zijn vader had zijn eigen band en zijn oom was een stridepianist. Zijn professionele carrière in Farmingdale (New York) begon in zijn band. In 1958 trad hij op in de internationale jeugdband van Marshall Brown op het Newport Jazz Festival. Abene kreeg toen les van John LaPorta, Wally Cirillo en studeerde compositie aan de Manhattan School of Music in 1961/1962. Hij speelde in de bigband van Don Ellis in 1961/1962 en ging daarna naar Maynard Ferguson, waar hij tot 1965 ook als arrangeur werkte (On Green Dolphin Street). In de vroege jaren 1960 speelde hij ook met Clark Terry, Jimmy Nottingham, Buddy Rich, Harry Sweets Edison en Georgie Auld. Van 1965 tot 1967 speelde hij in de band van Zoot Sims en Al Cohn in de Half Note in New York. Hij componeerde ook jingles en muziek voor tv-programma's, gecomponeerd en gearrangeerd voor een elfkoppige band onder leiding van Joe Shepley en Burt Collins in de late jaren 1960.
Begin jaren 1970 maakte hij gastoptredens in duo-bezetting, o.a. met bassist Michael Moore in New Yorkse clubs als Bradley's en in 1978 in Half Note, gearrangeerd voor David Taylor, Jim Pugh, de Grover Mitchell Big Band, Liza Minnelli, Charles Aznavour, B.B. King en Gary Burton, voor het Mel Lewis Orchestra en voor Dizzy Gillespie United Nation Orchestra. In de daaropvolgende jaren werkte hij als producent voor GRP Records. In 1988 ontving het album Digital Duke, dat hij samen met Mercer Ellington had geproduceerd, een Grammy Award. Als band en sessiemuzikant nam Abene deel aan talloze opnamen, waaronder o.a. met Billy Cobham (1987), Chris Connor (1987), Maynard Ferguson, Buddy Rich en Dizzy Gillespie en in 1997 in de band van zangeres Nnenna Freelon (Maiden Voyage).In de jaren 2000 tot 2003 gingen verschillende werken van Abene in première in samenwerking met internationale ensembles, o.a. met het Metropole Orkest op het International Trombone Festival in Utrecht, het Mancini Institute Orchestra in Los Angeles en met de RTV Symphony and Big Band in Slovenië.
Michael Abene werkte lange tijd als muziekleraar aan de Manhattan School of Music. Sinds januari 2004 is Michael Abene chef-dirigent van de WDR Big Band uit Keulen. WDR Big Band-producties wonnen een Grammy Award in 2007 (met Michael Brecker) en 2008 (met Patti Austin). Een productie met Joe Lovano werd in 2009 ook genomineerd voor een Grammy. Hij schreef ook arrangementen voor de WDR Big Band. Ze speelde bijvoorbeeld sextetcomposities van Charles Mingus, die Abene had gearrangeerd op het Jazzfestival Viersen 2010. Zijn opvolger als chef-dirigent was aan het begin van het seizoen 2014/2015 de Amerikaan Richard DeRosa. Sinds november 2011 is Abene professor voor ensembledirectie jazz aan het Institut 8 Jazz van de University of Art in Graz.

## Werken
- Richard Sussmann, Michael Abene: Jazz Composition and Arranging in the Digital Age. Oxford University Press, Oxford, New York. 2012 ISBN 978-0-19-538099-6